# Григорівка (Курманський район)
Григо́рівка (до 1857 року — Маме́к; крим. Mamek) — село Курманського району Криму, входить до складу Янтарненської сільської ради. Населення — 395 осіб, станом на 2001 рік.

## Географія
Відстань від райцентру до населеного пункта становить 16 кілометрів по прямій.
Григорівка — село у центрі району, у степовому Криму, висота над рівнем моря — 57 м. Найближче сусіднє село — Дібрівське за 2,5 км на південь, відстань до райцентру — близько 19 кілометрів, найближча залізнична станція — Краснопартизанська за 10 км.